# Éditions François-Xavier de Guibert
Pour les articles homonymes, voir Guibert.
Les éditions François-Xavier de Guibert sont une maison d'édition catholique française fondée en 1983 par François-Xavier de Guibert, ancien directeur général des éditions Desclée de Brouwer.

## Historique
Cette maison d'édition a été fondée en 1983.
Elle s’est également appelée ŒIL (ou O.E.I.L.) et Éditions du Berger.
Lorsque François-Xavier de Guibert est ordonné prêtre, il vend sa maison d'édition au groupe Parole et Silence qui l'intègre aux éditions Desclée de Brouwer. À la suite du redressement judiciaire de ces dernières, elle est rachetée en 2014 par les éditions Artège, devenu Elidia en novembre 2016.

## Domaines et auteurs publiés
L'éditeur est spécialisé dans les domaines : « Histoire, philosophie, christianisme, santé et diététique » et a publié notamment les auteurs suivants :
- Louis Aliot
- Gabriele Amorth
- Claude Barthe
- Philippe Delorme
- Jean-Philippe Delsol
- Benoît Domergue
- Nicolas Dupont-Aignan
- Jacqueline Genot-Bismuth
- Olivier Germain-Thomas
- Pierre Hillard
- Roland Hureaux
- Henri Joyeux
- Yves-Marie Laulan
- Pierre Leconte
- René Laurentin
- Bertrand de Margerie
- Claude Reichman
- Michel Schooyans
- Gustave Thibon
- Claude Tresmontant
- Arnaud-Aaron Upinsky
- Jacques Vauthier